# Marco Franco
Marco Franco (Roma, 1956 – dicembre 1995) è stato un giocatore di calcio a 5 italiano.
È Stato giocatore e capitano della Nazionale Italiana di calcio a 5 fino alla prima metà degli anni ottanta. È stato uno dei giocatori di calcio a 5 più rappresentativi. Ha vinto vari tornei e campionati italiani con il "Belle Arti" di Roma, di cui è stato capocannoniere. Ha svolto anche l'attività di notaio.